# Aupouria
Aupouria is een geslacht van tweekleppigen uit de  familie van de Philobryidae.

## Soorten
- Aupouria elongata Laws, 1940 †
- Aupouria parvula Powell, 1937
- Aupouria pristina Maxwell, 1969 †
- Aupouria rotunda Laws, 1940 †